# یواس‌اس سالمون (اس‌اس-۱۸۲)
یواس‌اس سالمون (اس‌اس-۱۸۲) (به انگلیسی: USS Salmon (SS-182)) یک زیردریایی بود که طول آن ۳۰۸ فوت ۰ اینچ (۹۳٫۸۸ متر) بود. این زیردریایی در سال ۱۹۳۷ ساخته شد.